# Viktor Franz Anton Glutz-Ruchti
Viktor Franz Anton Glutz-Ruchti (* 14. Juni 1747 in Solothurn; † 9. Oktober 1824 ebenda) war ein Schweizer katholischer Geistlicher und Koadjutorbischof.

## Leben
Viktor Franz Anton Glutz-Ruchti wurde als Sohn von Johann Viktor Anton Glutz-Ruchti (* 15. Juni 1703 in Solothurn; † 13. Dezember 1780 ebenda), Grossrat und Schultheiß und dessen Ehefrau Maria Jakobea Vallier aus Sankt Albin, geboren. 
Er hatte noch sieben Geschwister:
- Urs Karl Heinrich Felix Franz Glutz-Ruchti (* 13. September 1748 in Solothurn; † 21. Oktober 1825), Abt Karl Ambros Glutz-Ruchti im Kloster St. Urban, Professor der Philosophie und Theologie;
- Heinrich Josef Philipp Jakob Glutz-Ruchti (* 19. November 1749 in Olten; † 3. Februar 1817), Pfarrer in Wolfwil, Dekan in Buchsgau und Propst in Schönenwerd;
- Maria Klara Elisabeth Glutz-Ruchti (* 17. Mai 1751 in Olten; † 1. April 1829), Schwester Maria Creszentia in St. Josef;
- Anna Maria Josefine Glutz-Ruchti (25. Mai 1753 in Olten; † 16. Oktober 1831)
- Peter Joseph Glutz-Ruchti (* 18. September 1754 in Solothurn; † 29. März 1835)
- Karl Anton Niklaus Glutz-Ruchti (* 6. Dezember 1756 in Solothurn; † 12. Juli 1837), Aidemajor (Militärarzt) in französischen Diensten, Vogt in Falkenstein, Appellationsrichter;
- Maria Regina Margaretha Glutz-Ruchti (* 7. September 1759 in Solothurn; † 28. Februar 1844).

Viktor Franz Anton Glutz-Ruchti studierte am Collegium Germanicum in Rom und beendete das Studium als Dr. theol., anschliessend setzte er seine Studien in Paris fort. 1770 erhielt er die Priesterweihe und wurde 1771 Stiftsprediger zu St. Ursen in Solothurn und 1785 Chorherr; ab 1805 war er Stiftssekretär, Domscholaster, Kapellmeister sowie Generalvikar des Bistums Lausanne. 1809 wurde er Propst des Stiftes.
Am 29. Mai 1820 ernannte ihn Papst Pius VII. zum Titularbischof von Cherson und zum Koadjutor des Bischofs Franz Xaver von Neveu von Basel mit Nachfolgerecht, hierdurch rückte Solothurn in den Verhandlungen während der Reorganisation des Bistums Basel als künftige Bischofsresidenz in den Vordergrund. Am 3. September 1820 spendete ihm der Nuntius Ignazio Nasalli im Kloster St. Urban die Bischofsweihe.